# Mogrus dalmasi
Mogrus dalmasi là một loài nhện trong họ Salticidae.
Loài này thuộc chi Mogrus. Mogrus dalmasi được Lucien Berland & Millot miêu tả năm 1941.